# Irineu de Sírmio
Irineu de Sirmio (? — 25 de março de 304) foi um religioso cristão executado e martirizado no século IV, na perseguição de Diocleciano. Era bispo de Sirmio, na Panônia, atualmente Mitrovica, na Sérvia.